# Hàng không năm 1958
Đây là danh sách các sự kiện hàng không nổi bật xảy ra trong năm 1958:

## Chuyến bay đầu tiên
Tháng 3
- 5 tháng 3 - Yakovlev Yak-28
- Aerfer Ariete
- 25 tháng 3 - Avro CF-105 Arrow (RL201) thực hiện chuyến bay đầu tiên tại Malton (Toronto, Ontario, Canada).

Tháng 4
- 30 tháng 4 - Blackburn Buccaneer XK 486

Tháng 5
- 12 tháng 5 - Dassault Mirage III
- 27 tháng 5 - McDonnell XF4H-1

Tháng 6
- 9 tháng 6 - Agusta AZ8-L

Tháng 7
- 30 tháng 7 - de Havilland Canada DHC-4 Caribou CF-KTK-X

Tháng 8
- 31 tháng 8 - North American A3J-1 Vigilante

Tháng 9
- 16 tháng 9 - North American NA265-40 Sabreliner

Tháng 11
- Adams-Wilson Hobbycopter

Tháng 12
- 4 tháng 12 - Nguyên mẫu Baade B-152 V1

## Bắt đầu hoạt động
Tháng 1
- F-104 Starfighter trong Phi đội tiêm kích đánh chặn 83 USAF tại Căn cứ không quân Hamilton

Tháng 4
- 9 tháng 4 - Handley Page Victor with No. 10 Squadron RAF at RAF Cottesmore
- 21 tháng 4 - Vertol Model 44 trong New York Airways

Tháng 5
- 26 tháng 5 - Republic F-105B Thunderchief trong Phi đội tiêm kích chiến thuật 335 USAF tại Căn cứ không quân Eglin

Tháng 8
- Boeing 707 trong Pan Am

Tháng 11
- de Havilland Sea Vixen trong Phi đội Hải quân 700

Tháng 12
- Lockheed L-188 Electra trong American Airlines